# Chasmopygium carotifer
Chasmopygium carotifer är en stekelart som beskrevs av Heinrich 1967. Chasmopygium carotifer ingår i släktet Chasmopygium och familjen brokparasitsteklar. Inga underarter finns listade i Catalogue of Life.